# 서호역
서호역(西湖驛)은 조선민주주의인민공화국 함경남도 함흥시 서호동에 위치한 평라선과 서호선의 역이다. 여객과 화물을 모두 취급한다.

## 연혁
- 1922년 12월 1일: 함경선 함흥 - 서호진 간 개통과 함께 서호진역(西湖津驛)으로 영업 개시[2]
- 1936년 12월 15일: 흥남선 내호~서호리 간 개통[3]
- 일자 불명: 서호진역과 서호리역을 서호역으로 역명 개칭
- 일자 불명: 평라선으로 편입